# Liste des maires d'Odos

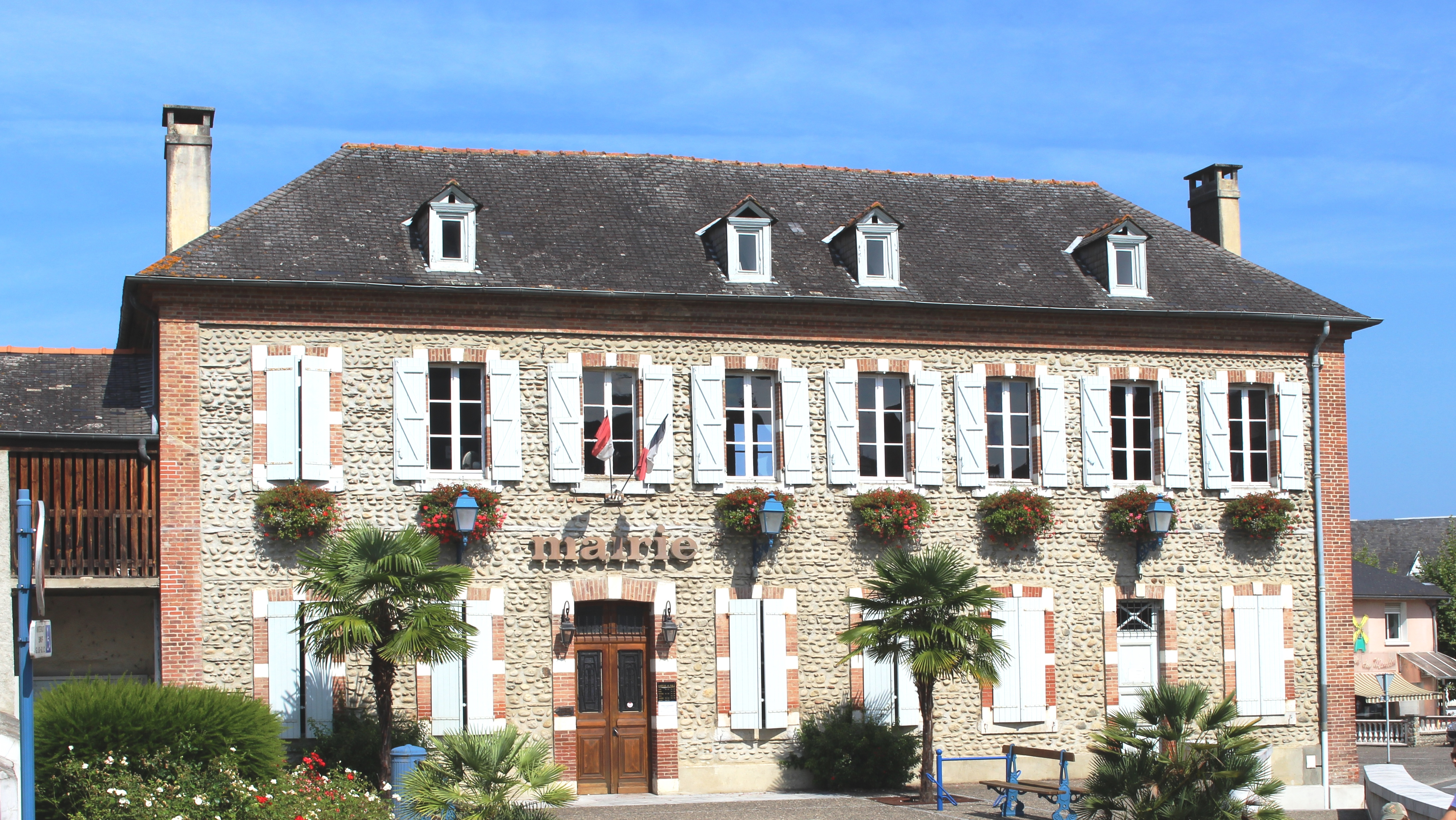
La mairie d'Odos en 2014.

## Liste des maires
| Période      | Période                  | Identité                | Étiquette | Qualité                                                                             |
| ------------ | ------------------------ | ----------------------- | --------- | ----------------------------------------------------------------------------------- |
| 1791         | 1792                     | J. Abadie               |           |                                                                                     |
| 1792         | 1794                     | J. Vergez-Methole       |           |                                                                                     |
| 1794         | 1795                     | J. Daressy              |           |                                                                                     |
| 1800         | 1802                     | J. Abadie               |           |                                                                                     |
| 1802         | 1821                     | J. Daressy-Carrère      |           |                                                                                     |
| 1821         | 1830                     | L. Vergez               |           |                                                                                     |
| 1830         | 1835                     | P. Cenac Larre          |           |                                                                                     |
| 1835         | 1848                     | L. Daressy-Poulaye      |           |                                                                                     |
| 1848         | 1870                     | D. Fourcade             |           |                                                                                     |
| 1870         | 1871                     | J. De Malartic          |           |                                                                                     |
| 1871         | 1896                     | J.-P. Daressy-Carrère   |           |                                                                                     |
| 1896         | 1904                     | J. Davezac              |           |                                                                                     |
| 1904         | 1919                     | J. Daressy              |           |                                                                                     |
| 1919         | 1929                     | J. Domec                |           |                                                                                     |
| 1929         | 1931                     | D. Peres                |           |                                                                                     |
| 1931         | 1935                     | G. Lagarde              |           |                                                                                     |
| 1935         | 1945                     | P.-J. Gaubert           |           |                                                                                     |
| 1945         | 1947                     | J. Barrustat            |           |                                                                                     |
| 1947         | 1983                     | Lucien Rieudebat        |           |                                                                                     |
| 1983         | 1989                     | P. Lefol                |           |                                                                                     |
| 1989         | 1991                     | A. Lasserre             |           |                                                                                     |
| 1991         | juin 1995                | Anne-Elisabeth Blachère | PS        |                                                                                     |
| juin 1995    | février 1997 (démission) | Maurice Olléon          | UDF       |                                                                                     |
| février 1997 | mars 2008                | Gérard Boube            | PS        | Professeur puis instituteur Conseiller général du canton de Laloubère (2001 → 2015) |
| mars 2008    | mars 2014                | Dominique Lidar         | ex-UMP    |                                                                                     |
| mars 2014    | mars 2020                | Jean-Michel Lehmann     | DVG       | Employé                                                                             |
| mars 2020    | En cours                 | Isabelle Loubradou      | Sans      |                                                                                     |